# ブッポウソウ科
ブッポウソウ科（ブッポウソウか、Coraciidae）は、鳥綱ブッポウソウ目に属する科。模式属はニシブッポウソウ属。

## 分布
アフリカ大陸、オーストラリア大陸、ユーラシア大陸、インドネシア、スリランカ、日本、フィリピン

## 形態
全長25 - 45センチメートル。翼は長い。頭部は大型で扁平。嘴は太短く、基部は幅広い。嘴の先端はやや下方へ向かう。

## 分類
下記の分類と英名はIOC World Bird Listおよび（黒田, 1986）、和名は（黒田, 1986）に従うものとする。
- ニシブッポウソウ属 Coracias
  - Coracias abyssinica オナガニシブッポウソウ Abyssinian roller
  - Coracias benghalensis インドブッポウソウ Indian roller
  - Coracias caudatus ライラックニシブッポウソウ Lilac-breasted roller
  - Coracias cyanogaster  Blue-bellied roller
  - Coracias garrulus ニシブッポウソウ European roller
  - Coracias naevius チャガシラニシブッポウソウ Purple roller
  - Coracias spatulatus ラケットニシブッポウソウ Racquet-tailed roller
  - Coracias temminckii  Purple-winged roller
- ブッポウソウ属 Eurystomus
  - Eurystomus azureus Azure dollarbird
  - Eurystomus glaucurus アフリカブッポウソウ Broad-billed roller
  - Eurystomus gularis  Broad-throated  roller
  - Eurystomus orientalis ブッポウソウ Oriental dollarbird

## 生態
森林や草原に生息する。単独やペアで生活し縄張りを形成するが、大量発生した獲物を捕食したり渡りの際には大規模な群れを形成することもある。
食性は動物食で、昆虫、爬虫類などを食べる。樹上などから地表の獲物に襲い掛かり捕食する（ニシブッポウソウ属）か、獲物を空中で飛翔しながら捕食する（ブッポウソウ属）。
繁殖形態は卵生。繁殖期になると空中を転がるような飛翔を行い求愛する。本科の構成種に対しての英名Roller（「転がる者」の意）はこの求愛飛翔に由来する。樹洞や建築物の隙間などを巣にする。

## 画像

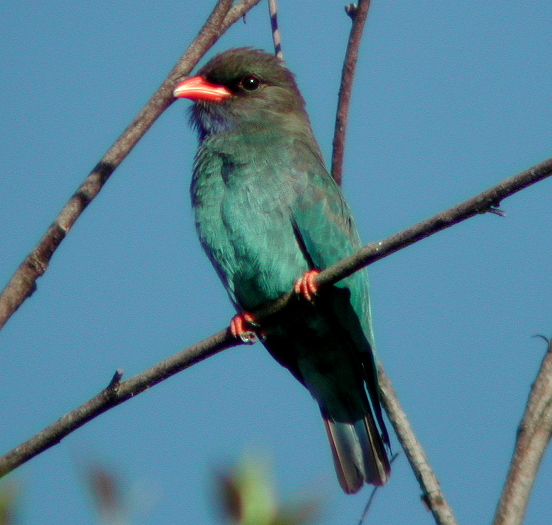
ブッポウソウ E. orientalis